# Kamienica Pod Śpiewającą Żabą w Krakowie
Kamienica Pod Śpiewającą Żabą – kamienica z lat 1889–1890 w Krakowie, wpisana do rejestru zabytków nieruchomych województwa małopolskiego.

## Historia
Kamienica została wzniesiona według projektu Teodora Talowskiego w latach 1889–1890 dla Sylwestra Richtera, który był jej pierwszym właścicielem. Pierwotnie był to prawdopodobnie budynek mieszkalny. Adaptacja jednego lokalu na parterze na szkołę muzyczną im. Władysława Żeleńskiego miała miejsce zapewne w dwudziestoleciu międzywojennym, projekt adaptacji sporządzili Stanisław Filipkiewicz i Juliusz Kolarzowski.
29 maja 1968 kamienica została wpisana do rejestru zabytków województwa małopolskiego. Znajduje się także w gminnej ewidencji zabytków.
W budynku znajduje się m.in. siedziba oddziału banku Pekao.

## Architektura

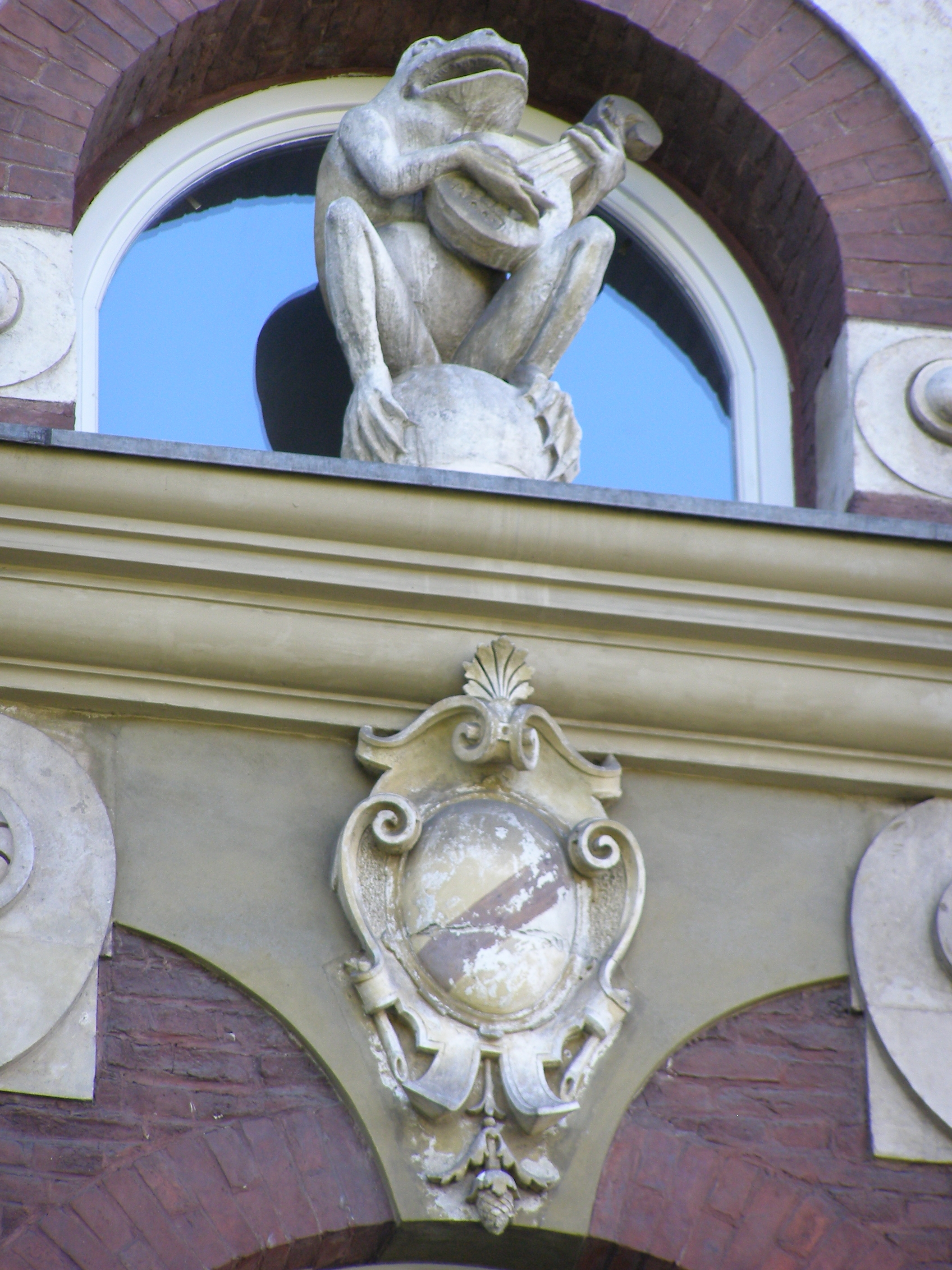
Figurka żaby w lukarnie, pod nią kartusz herbowy w 2009 roku

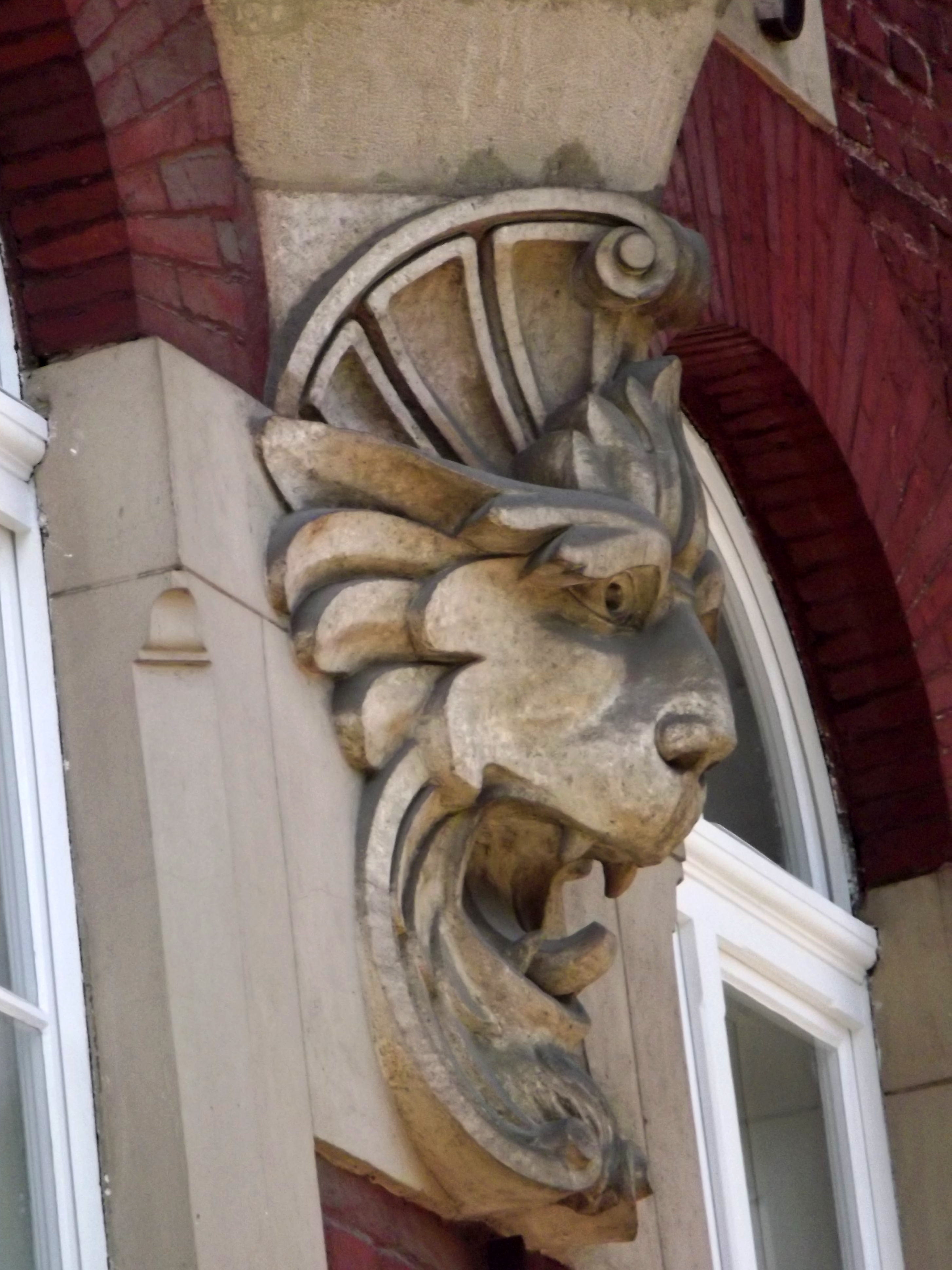
Lew-maszkaron pod wykuszem w 2017 roku

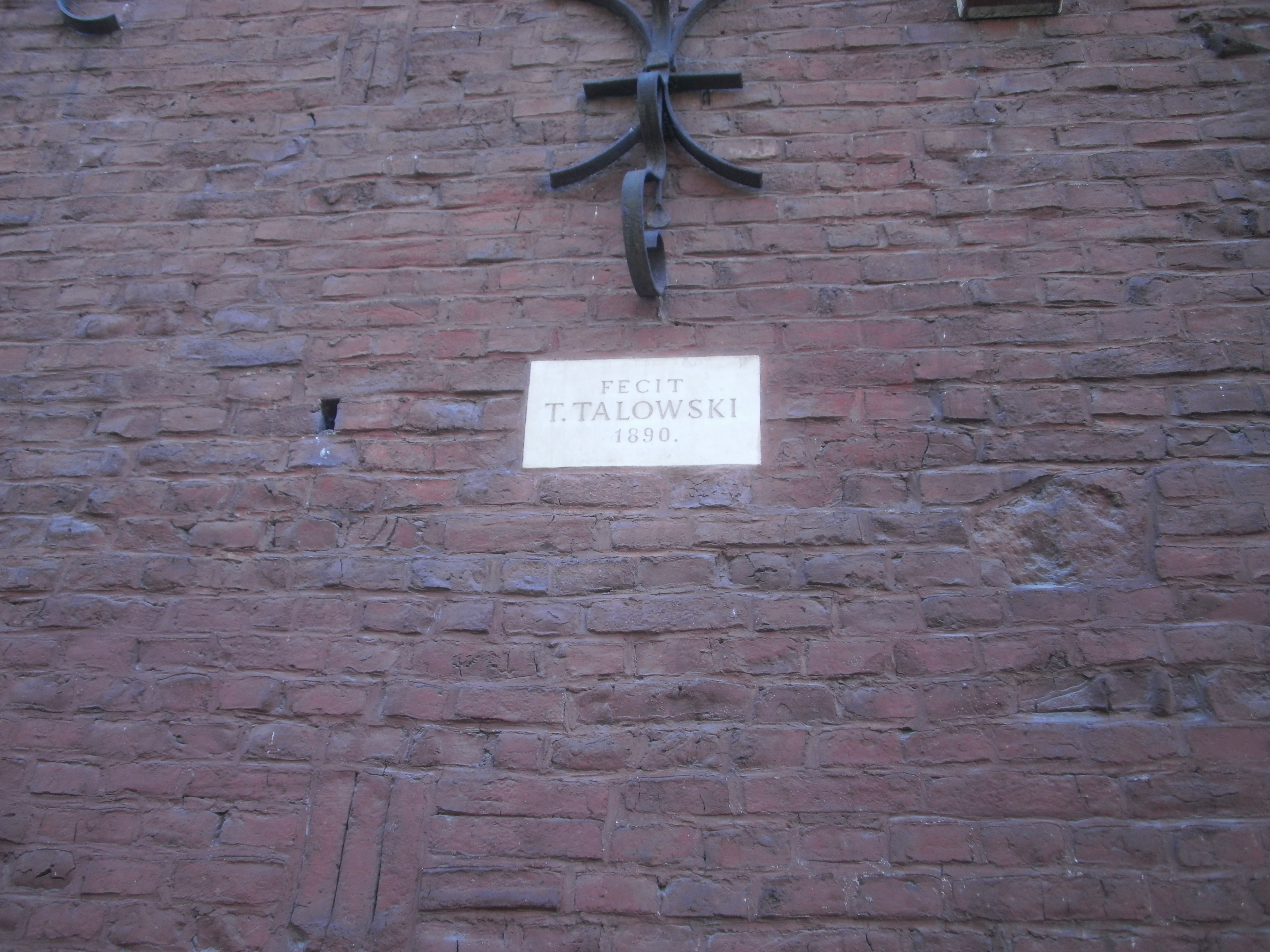
Tabliczka z informacją o twórcy w 2013 roku, widoczne zamalowane cegły

Kamienica zalicza się do pierwszej fazy twórczości Teodora Talowskiego. Stylistycznie projekt nawiązuje do neorenesansu flamandzkiego.
Pierwotnie była to kamienica dwupiętrowa. W 1909 nadbudowano trzecie piętro według projektu Aleksandra Biborskiego. W wyniku tego budynek zatracił swoje pierwotne proporcje. Znajdującą się dotychczas na szczycie elewacji figurkę żaby umieszczono wówczas w muszlowatej wnęce. Budynek ma nieregularny plan oraz nieco skomplikowany układ przestrzenny.

### Elewacja od strony ulicy Józefa Piłsudskiego
Elewacja od strony ulicy Piłsudskiego jest czteroosiowa. Okna na parterze zwieńczone półkoliście, zaś identyczne okna na pierwszym i drugim piętrze zwieńczone łukowo. Okno pierwszej osi na pierwszym piętrze zostało przerobione na balkon.

### Elewacja od strony ulicy Retoryka
Najbardziej urozmaicona jest elewacja od strony ulicy Retoryka, z fragmentem cofniętej w głąb działki fasady, dzięki czemu strefa wejściowa z narożnym podcieniem (pierwotnie zadaszonym) jest poszerzona. Nad tymże wejściowym podcieniem w 1906 zbudowano balkon dostępny z poziomu pierwszego piętra. Okna w wysuniętym ryzalicie, na parterze i pierwszym piętrze są położone wzdłuż dwóch osi, okna drugiego piętra są przesunięte  względem tychże osi, a trzecie okno znajduje się na osi środkowej, nad nim została umieszczona półokrągła lukarna ozdobiona kwiatonem i rzeźbą grającej na mandolinie żaby na szczycie, w którym zbiegają się dwie pary esownic. Pod figurką żaby znajduje się tarcza herbowa ze skosem, być może przeróbka herbu pierwszego właściciela, Sylwestra Richtera. Motyw żaby został wybrany prawdopodobnie przez bliskość rzeki Rudawy, wokół której rozbrzmiewał rechot żab. Szczyt pierwotnie wybiegał on ponad zamykające całą elewację belkowanie muszlowatym zwieńczeniem. Na poziomie parteru pod stalową kotwą architekt umieścił kamienną prostokątną tabliczkę z napisem: FECIT T.TALOWSKI 1890. Na parterze jedno z okien ryzalitu przerobiono na drzwi wejściowe.
W cofniętym ryzalicie okna rozmieszczono wzdłuż jednej osi, doświetlają one klatkę schodową i są na innych poziomach niż pozostałe okna. Okna na parterze i środkowe okno drugiego piętra mają półokrągłe nadproża. Pozostałe okna tejże fasady mają nadproża o spłaszczonym łuku. Belkowanie ponad trzecią kondygnacją ozdobiono zapisem nutowym melodii pieśni Jana Galla pt. Dziewczę z buzią jak malina. Narożnik z wykuszem, który symbolicznie podtrzymuje lew-maszkaron został zaakcentowany szczytem zakończonym wieżyczką. Nad wykuszem utworzono balkon.
Elewacje wykonano z cegły zróżnicowanej fakturowo i kolorystycznie, w którą wpleciono przepalone „guzy”, gładki jasny kamień posłużył do wykonania elementów dekoracyjnych. Takie rozwiązania miały sugerować „starożytność” obiektu. Talowski użył także form protosecesyjnych w postaci żelaznych okuć i esownic. Pierwotną ozdobą elewacji były niezachowane pnącza winobluszczu, na które projektant przewidział rowki w murze. Podczas remontu elewacji cegły pomalowano na jednolity kolor, przez co pierwotne niuanse barwne uległy zatraceniu.
Dom ten wchodzi w skład największego zespołu budynków autorstwa Teodora Talowskiego, do którego należą także: kamienica nr 3, kamienica nr 5, kamienica Festina Lente oraz kamienica Pod Osłem, wszystkie położone przy ulicy Retoryka.